# Samuel Paul Altmann
Salomon Paul Altmann (auch: Samuel Paul Altmann, geboren als Sally Scholaum Altmann) (geboren 27. Juni 1878 in Berlin; gestorben 7. Oktober 1933 in Achern, Baden) war ein deutscher Nationalökonom.

## Leben
Altmann, Sohn einer jüdischen Kaufmannsfamilie aus Berlin, war als promovierter Nationalökonom von 1906 bis 1908 wissenschaftlicher Beamter der Handelskammer Frankfurt/Main. Im Jahr 1909 wurde er Professor für Volkswirtschaftslehre und Finanzwissenschaft an der Handelshochschule Mannheim und lehrte seit 1910 zugleich als habilitierter Privatdozent an der Universität Heidelberg.
Altmann war seit 1906 verheiratet mit der Sozialpolitikerin Elisabeth Gottheiner (1874–1930).

## Schriften (Auswahl)
- Die Entwicklung der deutschen Volkswirtschaftslehre im neunzehnten Jahrhundert. Gustav Schmoller zur siebenzigsten Wiederkehr seines Geburtstages, 24. Juni 1908 in Verehrung dargebracht von S. P. Altmann, W. J. Ashley, C. Ballod., Leipzig : Duncker & Humblot 1908
- Finanzwissenschaft, Leipzig : Teubner, 1910
- mit Th. Brauer ; G. Briefs ; G. Albrecht [u. a.]: Grundriss der Sozialökonomik, Tübingen : Mohr 1914f
- Soziale Mobilmachung, Mannheim : Bensheimer, 1916
- Die Kriegsfürsorge in Mannheim, Mannheim : Bensheimer, 1916